# Fissore Gipsy
Fissore Gipsy − plażowo-terenowy samochód osobowy produkowany przez włoską firmę Fissore.

## Historia
Samochód ten zadebiutował w 1971 roku w Turynie. Zaprojektowano go do mniejszych zadań i jako wóz rekreacyjny. Szybko przemianowano go na Fissore Scout 127. Ten udany pojazd sprzedawano do wielu krajów, głównie śródziemnomorskich. Na stalowej ramie rurowej zamontowano otwartą plastikową karoserię z plandeką. Samochód wyposażono w silnik Fiata 127 o pojemności 903 cm³ (47 KM przy 6200 obr./min., 140 km/h), który napędzał przednie koła za pośrednictwem czterostopniowej skrzyni biegów. Zastosowano niezależne zawieszenie obydwu osi - z przodu na kolumnach McPhersona, z tyłu zaś na wahaczach i sprężynach śrubowych. 
Skonstruował go Franco Maina, a planowa produkcja miała wynosić 180 sztuk miesięcznie.
W późniejszym czasie wóz przeszedł kilka zmian stylistycznych. Oryginalna laminatowa karoseria została wzmocniona stalowymi panelami. Ostatni egzemplarz zjechał z taśmy montażowej w 1982 roku. Na ich licencji produkowano wozy Samba (hiszpańska firma Emelba), oraz Amico (Grecja).